# كيم سوهيون (ممثلة)
كيم سو هيون (هانغل: 김소현)؛ هي ممثلة كورية جنوبية، بدأت حياتها المهنية كممثلة طفلة في عام 2006. اكتسبت اهتماماً وشهرة لأول مرة في دورها بمسلسل القمر يحتضن الشمس عام 2012.

## النشأة والتعليم
وُلدت كيم سو هيون في أستراليا، انتقلت إلى كوريا الجنوبية في عام 2003 عندما كانت في الرابعة من عمرها.لديها أخ أصغر. توفي والدها عندما كان عمرها 9 سنوات.
انتقلت سو هيون من مدرسة هوي ريونغ الابتدائية في غيونغي إلى مدرسة تووول الابتدائية وتخرجت في فبراير 2012.ثم تخرجت من مدرسة يونجن مون جونغ المتوسطة في عام 2015.تلقت تعليمها في المنزل لتكمل الثانوية،واجتازت امتحان التخرج من المدرسة الثانوية عام 2017. في العام نفسه، التحقت بقسم المسرح بجامعة هانيانغ، حضرت سو هيون حفل الدخول رقم 79 الذي أقيم في جامعة هانيانغ في سيونغ دونغ غو، في سيول في 28 فبراير 2018.

### تأثيرها
في عام 2015 تم إدراج سو هيون كأصغر نجمة كورية ضمن «أفضل 100 حساب على انستغرام لنجوم الهاليو لعام 2015». حصلت سو هيون على جائزة «الحساب الأكثر نموًا لعام 2018» مع 7.1 مليون متابع.في سن 21 أصبحت أصغر ممثلة كورية جنوبية لديها أكثر من 10 ملايين متابع.
لُقبت سوهيون من قبل وسائل الإعلام الكورية بـ «أخت الأمة الصغيرة» و «ملكة ممثلات الأطفال» و «إلهة الدراما التاريخية» وأيضًا «إلهة سيجوك»، بعد أن اكتسبت خبرة في العمل كممثلة منذ الطفولة وحتى يومنا هذا، لقد أثبتت نفسها كأفضل نجمة هاليو، وستكون «الحب الأول للأمة»
لأدائها في مسلسل النهر حيث يرتفع القمر، تم ترشيحها لجائزة فنون بيكسانغ لأفضل ممثلة - تلفزيون، لتصبح أصغر ممثلة ترشحت لهذه للجائزة.

## فيلموغرافيا

### أفلام
| عام  | عنوان           | الاسم الأصلي      | الدور                    |
| ---- | --------------- | ----------------- | ------------------------ |
| 2008 | اسمي شفقة       | 마당 위의 아이    | جين ها (صغيرة)           |
| 2010 | رجل الثأر       | 파괴된 사나이     | جو هاي رين               |
| 2011 | خطيئة الأسرة    | 우리 이웃의 범죄  | جونغ ميونغ هي            |
| 2011 | جاسوس           | 스파이 파파       | سون بووك                 |
| 2012 | أنا الملك       | 나는 왕이로소이다 | سول بي                   |
| 2013 | القاتل تون      | 더 웹툰: 예고살인 | مي سوك (صغيرة)           |
| 2016 | الحب النقي      | 순정              | جونغ سو اوك              |
| 2016 | الأميرة الأخيرة | 덕혜옹주          | الاميرة الصغيرة ديوك هاي |
| 2017 | أسمك؟           | 너의 이름은       | ميتسوها مياميزو          |

### مسلسلات تلفزيونية
| عام       | عنوان                       | العنوان الاصلي                     | الدور                           | قناة البث      |
| --------- | --------------------------- | ---------------------------------- | ------------------------------- | -------------- |
| 2006      | عشر دقائق                   | 드라마시티 - 십분간, 당신의 사소한 |                                 | كي بي إس 2     |
| 2007      | امرأة سعيدة                 | 행복한 여자                        | لي جي يون (صغيرة)               | كي بي إس 2     |
| 2007      | كي سيرا سيرا                | 케세라세라                         | هان أيون سوو (صغيرة)            | إم بي سي       |
| 2008      | قصص الأشباح الكورية         | 전설의 고향                        | ايون هوا                        | كي بي إس 2     |
| 2008–2009 | الزوجة والمرأة              | 아내와 여자                        | جو جي ني                        | كي بي إس 2     |
| 2009      | جا ميونغ جو                 | 자명고                             | ميو ري                          | إس بي إس       |
| 2009      | أبناء الجنة                 | 천국의 아이들                      | كيم سونغ يونغ                   | إس بي إس       |
| 2009      | أحبك ألف مرة                | 천만번 사랑해                      |                                 | إس بي إس       |
| 2010      | أن تصبح ملياردير            | 부자의 탄생                        | لي شين مي (صغيرة)               | كي بي إس 2     |
| 2010      | ملك الخبز، كيم تاغو         | 제빵왕 김탁구                      | جو جا ريم (صغيرة)               | كي بي إس 2     |
| 2011      | طيور الشوكة                 | 가시나무새                         | سيو جونغ ايون (صغيرة)           | كي بي إس 2     |
| 2011      | الثنائي                     | 짝패                               | جيوم أوك (صغيرة)                | إم بي سي       |
| 2011–2012 | بادام بادام                 | 빠담빠담… 그와 그녀의 심장박동소리 | جونغ جي نا (صغيرة)              | جي تي بي سي    |
| 2012      | القمر الذي يحتضن الشمس      | 해를 품은 달                       | يون بو كيونغ                    | إم بي سي       |
| 2012      | الأمير على السطح            | 옥탑방 왕세자                      | هونغ سي نا (صغيرة) أميرة        | إس بي إس       |
| 2012      | حب مرة اخرى                 | 러브 어게인                        | جونغ يوري                       | جي تي بي سي    |
| 2012      | عائلة متهورة - الموسم الاول | 무작정 패밀리                      | كيم سون هيون                    | إم بي سي ايفري |
| 2012      | أبني                        | 마보이                             | جانغ جيو ريم                    | تونفيرز        |
| 2012–2013 | افتقدك                      | 보고싶다                           | لي سوو ايون (صغيرة)             | إم بي سي       |
| 2013      | آيريس 2: جيل جديد           | 아이리스 2                         | جي سو ايون (صغيرة)              | كي بي إس 2     |
| 2013      | سر الميلاد                  | 출생의 비밀                        | جانغ يي يون (صغيرة)             | إس بي إس       |
| 2013      | استطيع ان اسمع صوتك         | 너의 목소리가 들려                 | جاي هاي سونع (صغيرة)            | إس بي إس       |
| 2013      | مدبرة المنزل المشبوهة       | 수상한 가정부                      | ايولن هان اجيول                 | إس بي إس       |
| 2014      | مثلث                        | 트라이앵글                         | شين هي (صغيرة)                  | إم بي سي       |
| 2014      | اعادة                       | 리셋                               | تشوي سيونغ هي / جو ايون بي      | أو سي إن       |
| 2014      | كلنا نبكي بشكل مختلف        | 다르게 운다                        | ريو جي هاي                      | كي بي إس 2     |
| 2015      | الفتاة التي ترى الروائح     | 냄새를 보는 소녀                   | تشوي ايون سيول                  | إس بي إس       |
| 2015      | من أنت: المدرسة 2015        | 후아유 - 학교 2015                 | لي ايون بي / جو ايون بيول       | كي بي إس 2     |
| 2016      | صفحة تيرنر                  | 페이지터너                         | يون يوو سيول                    | كي بي إس 2     |
| 2016      | أرني ما لديك، أيتها الشبح   | 싸우자 귀신아                      | كيم هيون جي                     | تي في إن       |
| 2016      | العفريت                     | 도깨비                             | المكلة سون هي / كيم سون         | تي في إن       |
| 2017      | الحاكم: سيد القناع          | 군주 - 가면의 주인                 | هان جا ايون                     | إم بي سي       |
| 2017      | بينما كنت نائما             | 당신이 잠든 사이에                 | بارك سو هيون                    | إس بي إس       |
| 2018      | راديو الرومانسية            | 라디오 로맨스                      | سونغ جيو ري                     | كي بي إس 2     |
| 2019      | حكاية نكودو                 | 조선로코 - 녹두전                  | دونغ جو / ايون سيو              | كي بي إس 2     |
| 2021      | النهر حيث يرتفع القمر       | 달이 뜨는 강                       | الأميرة بيونغ قانغ / يوم جا جين | كي بي إس 2     |
| 2023      | كاذبي الجميل                | 소용없어 거짓말                    | موك سول هي                      | تي في إن       |
| 2023      | هل هو القدر؟                | 우연일까?                          | لي هونغ جو                      | تي في إن       |
| 2025      | أبطال العدالة               | 굿보이                             | جي هان نا                       | جي تي بي سي    |

### سلسلة ويب
| عام  | عنوان العمل | عنوان العمل     | الدور       | الشبكة   | المراجع |
| عام  | الاسم       | الاسم الاصلي    | الدور       | الشبكة   | المراجع |
| ---- | ----------- | --------------- | ----------- | -------- | ------- |
| 2016 | كابوس خطير  | 악몽선생        | كانغ يي ريم | نافير TV | [ 45 ]  |
| 2019 | إنذار الحب  | 좋아하면 울리는 | كيم جوجو    | نتفليكس  |         |

### عروض منوعة
| عام  | عنوان                                                                | قناة البث   | الدور             | المراجع |
| ---- | -------------------------------------------------------------------- | ----------- | ----------------- | ------- |
| 2014 | 100 شخص، 100 أغنية، الحلقة الأولى                                    | جي تي بي سي | متسابقة           | [ 48 ]  |
| 2018 | لأن هذه هي العشرينات الأولى من عمري: كيم سو-هيو يولو سولو كاليفورنيا | لايف تايم   | فريق العمل الرئسي | [ 49 ]  |

## ديسكغرفي
| عام  | عنوان الاغنية        | العمل                   | المراجع |
| ---- | -------------------- | ----------------------- | ------- |
| 2007 | "من الأفضل ألا تبكي" |                         |         |
| 2011 | "صورة العائلة"       | خطيئة الأسرة            |         |
| 2011 | "أبي وأنا"           | جاسوس بابا              | [ 50 ]  |
| 2013 | "الحب الاول"         | مدبرة المنزل المشبوهة   | [ 51 ]  |
| 2014 | "إعادة"              | إعادة                   | [ 52 ]  |
| 2016 | "عطر البنفسج"        | الحب النقي (فيلم)       | [ 53 ]  |
| 2016 | "حلمي"               | لنقاتل أيتها الشبح      | [ 54 ]  |
| 2017 | "لا يمكنك سماع قلبي" | الإمبراطور: صاحب القناع | [ 55 ]  |

## أعمال خيرية
في عام 2014 ، انضمت كيم إلى حملة تبرعات HAPPY Together Briquette للتبرع بمليون فحم حجري لكبار السن، وأسر المعوقين، والأسر ذات الدخل المنخفض للتدفئة خلال موسم البرد.
في عام 2017 ، تبرعت كيم وجي تشناغ ووك برسوم دبلجة "اسمك" إلى اللجنة الكورية للأفلام الخالية.
في 21 أبريل 2018 ، شاركت كيم في تجمع "جرين هارت بازار" الذي أقامته فرقة من الجيل الأول من فرقة الفتيات S.E.S. قدم كيم والعديد من المشاهير أعمالا طيبة سخية من خلال بيع الأشياء في البازار. تم التبرع بالعائدات التي تم جمعها لمؤسسة مؤسسة مظلة الأطفال الخضراء و مؤسسة المدافعون عن حقوق الحيوان في كوريا.

## نشاطات أخرى
| عام  | نشاط العمل                        | مع                              | المرجع.       |
| ---- | --------------------------------- | ------------------------------- | ------------- |
| 2013 | سفير الاستشارة الفخرية            | غير متاح                        | [ 60 ]        |
| 2013 | منع العنف المدرسي                 | غير متاح                        | [ 61 ]        |
| 2014 | سفير الشباب للغة والثقافة الكورية | أوه جاي مو                      | [ 62 ]        |
| 2014 | الملاك الحارس الكوري              | غير متاح                        | [ 63 ]        |
| 2015 | منع العنف المدرسي                 | طاقم دراما / من أنت: مدرسة 2015 | [ 64 ]        |
| 2016 | 2016 سفير كوريا الاحتفالية        | غير متاح                        | [ 65 ] [ 66 ] |
| 2018 | الممثل الوطني للابتسامة الفخرية   | يو سيونغ مين                    | [ 67 ] [ 68 ] |

## الجوائز والترشيحات
| قائمة الجوائز والترشيحات | قائمة الجوائز والترشيحات                  | قائمة الجوائز والترشيحات                    | قائمة الجوائز والترشيحات             | قائمة الجوائز والترشيحات | قائمة الجوائز والترشيحات |
| السنة                    | الجائزة                                   | الفئة                                       | عن عمل                               | النتيجة                  | م.                       |
| ------------------------ | ----------------------------------------- | ------------------------------------------- | ------------------------------------ | ------------------------ | ------------------------ |
| 2012                     | جوائز نجم الدراما الكورية                 | أفضل ممثلة شابة                             | أفتقدك أنت / أبني (مسلسل)            | فوز                      | [ 69 ] [ 70 ]            |
| 2012                     | جوائز الدراما الكورية الخامسة             | أفضل ممثلة شابة                             | القمر الذي يحتضن الشمس               | رُشِّح                      | [ 69 ] [ 70 ]            |
| 2012                     | جوائز ام بي سي دراما                      | جائزة الشعبية                               | القمر الذي يحتضن الشمس               | رُشِّح                      | [ 69 ] [ 70 ]            |
| 2012                     | جوائز ام بي سي دراما                      | أفضل ممثلة شابة                             | القمر الذي يحتضن الشمس / أفقتقدك انت | فوز                      | [ 69 ] [ 70 ]            |
| 2013                     | مهرجان كوريا السينمائي الثالث عشر         | أفضل ممثلة شابة                             | القمر الذي يحتضن الشمس / أفقتقدك انت | فوز                      | [ 69 ] [ 70 ]            |
| 2013                     | جوائز ام بي سي للترفيه                    | أفضل الوافدة الجديدة في عرض منوعات          | شوو! أوماك جونشيم                    | فوز                      | [ 69 ] [ 70 ]            |
| 2013                     | جوائز اس بي اس دراما                      | جائزة نجم جديد                              | مدبرة المنزل المشبوهة                | فوز                      | [ 69 ] [ 70 ]            |
| 2013                     | جوائز هيرالد دونجا تي في لايف ستايل 6     | جائزة (أيقونة صاعدة)                        | —                                    | رُشِّح                      | [ 69 ] [ 70 ]            |
| 2014                     | جوائز كي بي إس الدرامية                   | أفضل ممثلة / خاص / دراما قصيرة              | دراما خاصة "نبكي جميعًا بشكل مختلف"   | فوز                      | [ 69 ] [ 70 ]            |
| 2014                     | جوائز ام بي سي للترفيه                    | الجائزة الأكثر شهرة في برنامج منوعات        | شوو! أوماك جونشيم                    | فوز                      | [ 69 ] [ 70 ]            |
| 2015                     | جوائز كوريا الثلاثين لأفضل تسريحة         | جائزة النجم الصاعد                          | —                                    | فوز                      | [ 69 ] [ 70 ]            |
| 2015                     | جوائز الدراما الكورية الثامنة             | نجم العام                                   | من أنت: المدرسة 2015                 | فوز                      | [ 69 ] [ 70 ]            |
| 2015                     | جوائز كي بي إس الدرامية                   | أفضل ممثلة جديدة                            | من أنت: المدرسة 2015                 | فوز                      | [ 69 ] [ 70 ]            |
| 2015                     | جوائز كي بي إس الدرامية                   | ممثلة، جائزة مستخدم الإنترنت                | من أنت: المدرسة 2015                 | فوز                      | [ 69 ] [ 70 ]            |
| 2015                     | جوائز كي بي إس الدرامية                   | جائزة أفضل ثنائي مع نام جو هيوك             | من أنت: المدرسة 2015                 | رُشِّح                      | [ 69 ] [ 70 ]            |
| 2015                     | جوائز كي بي إس الدرامية                   | جائزة أفضل ثنائي مع يوك سانغ جاي            | من أنت: المدرسة 2015                 | فوز                      | [ 69 ] [ 70 ]            |
| 2015                     | جوائز "تحديثات كورية" 2015                | جائزة أفضل ثنائي مع نام جو هيوك             | من أنت: المدرسة 2015                 | رُشِّح                      | [ 69 ] [ 70 ]            |
| 2016                     | جوائز الوسائط المتعددة وتكنولوجيا الأفلام | جائزة الممثلة اللامعة                       | —                                    | فوز                      | [ 69 ] [ 70 ]            |
| 2016                     | جوائز كي بي إس الدرامية                   | أفضل ممثلة في فيلم واحد / خاص / دراما قصيرة | الصفحة تيرنر (مسلسل)                 | رُشِّح                      | [ 69 ] [ 70 ]            |
| 2017                     | جوائز كوريا هاليو                         | جوائز الثقافة الشعبية                       | الإمبراطور: صاحب القناع              | فوز                      | [ 69 ] [ 70 ]            |
| 2017                     | جوائز ام بي سي دراما                      | جائزة التميز الأعلى، ممثلة في مسلسل قصير    | الإمبراطور: صاحب القناع              | رُشِّح                      | [ 69 ] [ 70 ]            |
| 2017                     | جوائز ام بي سي دراما                      | جائزة الشعبية، ممثلة                        | الإمبراطور: صاحب القناع              | فوز                      | [ 69 ] [ 70 ]            |
| 2018                     | جوائز سومبي الثانية عشر                   | جائزة أفضل ثنائي مع يو سيونغ هو             | الإمبراطور: صاحب القناع              | رُشِّح                      | [ 69 ] [ 70 ]            |
| 2018                     | K- غذاء المحتوى إندونيسيا                 | جائزة الشعبية (ممثلة)                       | غير متاح                             | فوز                      | [ 69 ] [ 70 ]            |
| 2018                     | جوائز إنستغرام في كوريا                   | المشاهير الناشئين                           | غير متاح                             | فوز                      | [ 69 ] [ 70 ]            |
| 2018                     | جوائز ام بي سي للترفيه                    | جائزة التميز فئة الموسيقى / (لسيدات)        | تحت التاسعة عشر                      | فوز                      | [ 69 ] [ 70 ]            |
| 2018                     | جوائز كي بي إس الدرامية                   | جائزة أفضل ثنائي مع يون دوو جون             | راديو الرومانسية                     | رُشِّح                      | [ 69 ] [ 70 ]            |
| 2019                     | جوائز كي بي إس الدرامية                   | جائزة التميز، ممثلة في مسلسل قصير           | حكاية نوكدو                          | فوز                      | [ 69 ] [ 70 ]            |
| 2019                     | جوائز كي بي إس الدرامية                   | ممثلة، جائزة مستخدم الإنترنت                | حكاية نوكدو                          | رُشِّح                      | [ 69 ] [ 70 ]            |
| 2019                     | جوائز كي بي إس الدرامية                   | جائزة أفضل ثنائي مع جانغ دونغ يون           | حكاية نوكدو                          | فوز                      | [ 69 ] [ 70 ]            |
| 2020                     | جوائز ولاء عملاء العلامة التجارية         | الممثلة - أيقونة                            | —                                    | فوز                      | [ 69 ] [ 70 ]            |
| 2021                     | جوائز بايكسانغ للفنون                     | افضل ممثلة - تلفزيونية                      | النهر حيث يرتفع القمر                | رُشِّح                      | [ 69 ] [ 70 ]            |
| 2021                     | جوائز سيول الدولية للدراما                | الممثلة الكورية المتميزة                    | إنذار الحب (الموسم 2)                | رُشِّح                      | [ 69 ] [ 70 ]            |
| 2021                     | جوائز كي بي اس الدرامية                   | جائزة مستخدمى الانترنت                      | كيم سو هيون                          | فوز                      | [ 69 ] [ 70 ]            |
| 2021                     | جوائز كي بي اس الدرامية                   | أفضل ثنائي                                  | هي ونا ان وو                         | فوز                      | [ 69 ] [ 70 ]            |

## روابط خارجية
- کیم سو هیون على موقع IMDb (الإنجليزية)
- کیم سو هیون على موقع قاعدة بيانات الفيلم (الإنجليزية)
- کیم سو هیون على موقع كينوبويسك (الروسية)
- كيم سوهيون في هانسينما